# Alonso de Cárdenas
Alonso de Cárdenas   (Madrid, 1592 - Madrid, 18 d'agost de 1666), nom que va adoptar i amb que va ser conegut Alonso de Peralta y Cárdenas, va ser un aristòcrata i diplomàtic castellà, especialment conegut per haver estat l'ambaixador de Felip IV de Castella a Londres durant disset anys, en el període de la Guerra Civil anglesa, la caiguda de la monarquia i el govern d'Oliver Cromwell.

## Primers anys
Va néixer a Madrid vers 1590-1592, en una família aristocràtica. Va ser el segon fill d'Urbano de Peralta y Calderón i d'Elvira de Cárdenas y Figueroa, germana del comte de Puebla del Maestre. Va utilitzar el cognom matern en primer lloc per tal de ressaltar l'origen noble de la família i també per consolidar la seva pretensió al títol de comte del seu oncle. El seu avi havia estat comptador dels ingressos de l'orde de Sant Jaume, de la qual se li va atorgar l'hàbit a Alonso el 18 de gener de 1622. A banda del component nobiliari dels Cárdenas, va comptar amb l'extensa xarxa de contactes dels Peralta a la cort espanyola. Destaca el seu cosí, fra Juan de Peralta, prior del monestir d'El Escorial i confident del comte-duc d'Olivares, privat del rei Felip IV. Eventualment, Alonso va passar a formar part del seguici del comte de Monterrey, a qui va servir mentre va ser virrei de Nàpols (1631-1636), cunyat del comte-duc. Va ocupar alts càrrecs polítics napolitans com el de regent de la Vicaria de Nàpols i membre dels Consell Col·lateral i del Consell de Guerra.

## Ambaixador a Londres
Quan va tornar a Espanya, va ocupar un lloc al Consell de la Cambra d'Índies. Davant les dificultats del comte de Peñaranda per nomenar un ambaixador al regne d'Anglaterra, que hauria d'haver estat Gaspar de Bracamonte, Cárdenas va ser designat de manera interina en el càrrec. Les seves instruccions eren revitalitzar les relacions amb Anglaterra, malgrat que seguia vigent l'acord de 1630, a causa del risc que podia provocar la inestabilitat del govern de Carles I, ja que era essencial mantenir la ruta marítima envers els Països Baixos en el context de la guerra amb les Províncies Unides i França, a més d'evitar que els Stuart milloressin les relacions amb els francesos. El 1639 va romandre finalment com a ambaixador a Anglaterra, ja com a ordinari, davant l'escalada de tensió entre Carles I d'Anglaterra i el Parlament anglès i el conflicte amb Escòcia. Dos anys més tard va esclatar una revolta a Irlanda, i els anglesos van considerar Cárdenas el principal atiador de la rebel·lió. Tant és així, que les autoritats van ordenar l'obertura de les valises i cartes rebudes de Dublín, malgrat les protestes enèrgiques de Cárdenas davant el que va considerar infraccions greus de les lleis internacionals sobre el dret dels ambaixadors i la fe pública. Malgrat representar una potència monàrquica i catòlica, i tot i que Madrid inicialment va mantenir un actitud imparcial davant la Guerra Civil, el cert és que la cancelleria espanyola va ser la primera en reconèixer l'autoritat del Parlament d'Anglaterra i va obrir les negociacions amb els comuns per afavorir els interessos espanyols. Tanmateix, també les noves autoritats angleses, encapçalades pel lord protector, Oliver Cromwell, tenia interès en què una potència com Espanya reconegués el nou règim per tal d'acreditar-se i ser reconegut per la resta de potències internacionals. El 21 de maig de 1655, amb motiu de la visita del marquès de Leydé, es va renovar l'amistat i els tractats de pau amb Anglaterra.
El nou règim d'Oliver Cromwell procedí a vendre el patrimoni del difunt rei Carles I, amb l'objectiu de finançar l'armada, liquidar als proveïdors de la casa reial i compensar famílies de soldats de la causa del parlament. Alonso de Cárdenas, actuant sota instruccions de Felip IV de Castella, adquirí una gran quantitat de pintures i tapissos procedents de la col·lecció d'art de Carles I per al seu trasllat a Madrid.

## Darrers anys
El 1656 va tornar a Brussel·les, després de passar molts anys a Anglaterra. Va ser rebut amb honors per l'arxiduc Leopold Guillem i va allotjar-se a casa del comte de Fuensaldaña. Malgrat els intents reiterats d'obtenir autorització per tornar a la península, es va decidir mantenir-lo com a assessor privilegiat sobre afers anglesos fins a 1660, conservant el seu sou. Aquell any, després de restaurada la monarquia anglesa, Cárdenas va poder tornar a Madrid, on va tornar a ser membre del Consell d'Índies. El desembre de 1663, Felip IV el va agraciar amb el títol de vescomte d'Ambite. Va morir a la cort el 18 d'agost de 1666 sense fills, raó per la qual van rebre l'herència els seus germans.